# 24 tháng 1
Ngày 24 tháng 1 là ngày thứ 24 trong lịch Gregory. Còn 341 ngày trong năm (342 ngày trong năm nhuận).

## Sự kiện
- 41 – Hoàng đế La Mã Caligula, được biết tới với tính lập dị và độc đoán tàn ác, bị các cận vệ bất mãn sát hại. Cận vệ sau đó tuyên bố chú của Caligula là Claudius trở thành hoàng đế.
- 399 – Ngụy vương Thác Bạt Khuê tức hoàng đế vị, đại xá, truy tôn tổ tiên là hoàng đế, tức ngày Kỷ Sửu (2) tháng 12 năm Mậu Tuất.
- 901 – Một số sĩ quan tiến hành phản binh biến tại kinh thành Trường An của triều Đường, Đường Chiêu Tông phục vị sau gần hai tháng bị buộc phải thiện vị cho trưởng tử Lý Dụ, tức ngày Ất Dậu (2) tháng 1 năm Tân Dậu.
- 1438 – Công đồng Florence đình chỉ Giáo hoàng Êugêniô IV.
- 1458 – 40.000 quý tộc Hungary tập hợp trên mặt sông Danube đóng băng, nhất trí lựa chọn Mátyás Corvin trở thành quốc vương của Hungary.
- 1634 – Hoàng đế La Mã Thần thánh Ferdinand II ra mật chiếu loại bỏ binh quyền của tướng Albrecht von Wallenstein, tổng tư lệnh quân đội của Quân chủ quốc Habsburg.
- 1772 – Nhà thám hiểm người Pháp Marc-Joseph Marion du Fresne trở thành người đầu tiên khám phá ra Quần đảo Crozet trên Ấn Độ Dương.
- 1848 – James Marshall tìm thấy một viên vàng nhỏ tại California, Hoa Kỳ, thông tin này gây ra Cơn sốt vàng California, thu hút rất nhiều người đổ xô đến tìm vàng.
- 1862 – Bucharest được tuyên bố là thủ đô của Các công quốc liên hiệp Moldavia và Wallachia, một chư hầu trên danh nghĩa của Đế quốc Ottoman.
- 1908 – Robert Baden-Powell tổ chức đội Thiếu sinh Hướng đạo đầu tiên tại Anh Quốc.
- 1911 – Nhân vật vô chính phủ Chủ nghĩa người Nhật Bản Kōtoku Shūsui bị treo cổ vì tội phản nghịch, nay được nhận định là một vụ án oan.
- 1915 – Tàu tuần dương bọc thép SMS Blücher của Đức bị lật và chìm do bị tàu Anh Quốc tấn công, khiến 747 đến 1.000 người thiệt mạng.
- 1918 – Hội đồng Ủy viên Nhân dân tại Nga ra sắc lệnh chuyển từ sử dụng lịch Julius sang lịch Gregory, theo đó sau ngày 31 tháng 1 là ngày 14 tháng 2.
- 1924 – Đại Nguyên soái Tôn Trung Sơn bổ nhiệm Tưởng Trung Chính là Ủy viên trưởng "Ủy ban trù bị Học hiệu quân quan Lục quân" nhằm lập nên học hiệu huấn luyện bồi dưỡng nhân tài quân sự, Tưởng Trung Chính sau đó thành lập nên Trường quân sự Hoàng Phố tại Quảng Châu.
- 1942 – Chiến tranh thế giới thứ hai: Đồng Minh oanh tạc Bangkok, dẫn đến việc Thái Lan, đương thời nằm dưới sự kiểm soát của Nhật Bản, tuyên chiến với Hoa Kỳ và Anh Quốc.
- 1945 – Chiến tranh thế giới thứ hai: Anh Quốc bắt đầu Chiến dịch Meridian nhằm vào mục tiêu là các mỏ dầu do quân Nhật chiếm giữ tại Palembang, trên đảo Sumatra.
- 1961 – Tai nạn của một máy bay B-52 tại Bắc Carolina, Hoa Kỳ, dẫn đến sự cố về bom nguyên tử.
- 1966 – Indira Gandhi chính thức bắt đầu nhiệm kỳ thủ tướng thứ năm của Ấn Độ.
- 1971 – Quân nhân Nhật Bản Yokoi Shoichi được tìm thấy trong rừng tại Guam, nơi ông ẩn nấp suốt từ Chiến tranh thế giới thứ hai.
- 1984 – Steve Jobs giới thiệu Macintosh 128K, loại máy tính cá nhân đầu tiên của Macintosh, dòng máy tính cá nhân đầu tiên được thương mại hóa thành công.
- 1986 – Tàu vũ trụ Voyager 2 bay vào trong 81.500 kilômét (50,600 dặm) từ các đám mây trên đỉnh sao Thiên Vương.
- 1989 – Phạm nhân người Mỹ Ted Bundy bị xử tử bằng ghế điện vì là thủ phạm sát hại hơn 30 phụ nữ.[1]
- 2001 – Quốc kỳ Turkmenistan hiện tại được chính thức công nhận.
- 2003 – Bộ An ninh Nội địa Hoa Kỳ chính thức bắt đầu hoạt động.
- 2011 – Một vụ đánh bom tự sát xảy ra tại Sân bay Quốc tế Domodedovo tại Nga khiến ít nhất 37 người thiệt mạng và 173 người bị thương.

## Sinh
- 76 – Hadrianus, hoàng đế của Đế quốc La Mã (m. 138)
- 1712 – Friedrich II, quốc vương của Phổ (m. 1786)
- 1732 – Pierre Beaumarchais, nhà biên kịch người Pháp (m. 1799)
- 1776 – E.T.A. Hoffmann, luật gia và tác gia người Đức (m. 1822)
- 1779 – Luise xứ Baden, hoàng hậu người Đức của Aleksandr I của Nga (m. 1826)
- 1813 – August, thành viên vương thất Württemberg, tướng lĩnh người Đức (m. 1885)
- 1828 – Ferdinand Cohn, nhà sinh học người Đức (m. 1898)
- 1848 – Vasily Surikov, họa sĩ người Nga, tức 12 tháng 1 theo lịch Julius (m. 1916)
- 1891 – Walter Model, nguyên soái người Đức (m. 1945)
- 1916 – Rafael Caldera, chính trị gia người Venezuela, tổng thống của Venezuela (m. 2009)
- 1930 – Trần Quang Khôi, Chuẩn tướng Quân lực Việt Nam Cộng hòa
- 1933 – Lưu Kim Cương, Chuẩn tướng Quân lực Việt Nam Cộng hòa (m. 1968)
- 1940 – Joachim Gauck, chính trị gia người Đức, tổng thống của Đức
- 1941 – Dan Shechtman, nhà khoa học người Israel, đoạt giải Nobel
- 1947 – Michio Kaku, nhà vật lý học người Nhật Bản-Mỹ
- 1950 – Daniel Auteuil, tác gia người Pháp
- 1952 – Raymond Domenech, cầu thủ và huấn luyện viên bóng đá người Pháp
- 1961 – Nastassja Kinski, diễn viên người Đức-Mỹ
- 1966 – Yelena Masyuk, nhà báo người Nga
- 1978 – Kristen Schaal, diễn viên và tác gia người Mỹ
- 1979 – Nghiêm Khoan, diễn viên, ca sĩ người Trung Quốc
- 1980 - 
  - DJ Bo, nữ DJ Việt Nam (m.2012)
  - Châu Gia Kiệt, ca sĩ người Việt Nam
- 1981 – Quang Lê, ca sĩ người Việt Nam-Mỹ
- 1986 – Ricky Ullman, diễn viên và ca sĩ người Israel-Mỹ
- 1987 – Luis Alberto Suárez, cầu thủ bóng đá người Uruguay
- 1989 – Ki Sung-Yueng, cầu thủ bóng đá người Hàn Quốc
- 1991 – Đinh Tiến Thành, cầu thủ bóng đá người Việt Nam
- Không rõ – Hino Matsuri, mangaka người Nhật Bản

## Mất
- 41 – Caligula, hoàng đế của Đế quốc La Mã (s. 12)
- 817 – Giáo hoàng Stêphanô IV ((Latinh:Stephanus IV (V)
- 1850 – Tát Khắc Đạt thị, hoàng hậu của triều Thanh, tức ngày Ất Hợi (12) tháng 12 năm Kỉ Dậu (s. 1831)
- 1852 – Ján Kollár, tác gia, chính trị gia, nhà khảo cổ học, nhà tư tưởng người Slovak (s. 1793)
- 1875 – Nguyễn Phúc Tường Tĩnh, phong hiệu Xuân Vinh Công chúa, công chúa con vua Minh Mạng (s. 1828)
- 1878 – Pieter Bleeker, nhà ngư học kiêm nhà bò sát học người Hà Lan (s. 1819).
- 1890 – Nguyễn Quang Bích, thi nhân, thủ lĩnh nổi dậy người Việt Nam, tức 15 tháng 12 năm Canh Dần (s. 1832)
- 1896 – Albert von Memerty, tướng lĩnh người Đức (s. 1814)
- 1904 – Friedrich I, quân chủ của Công quốc Anhalt, sĩ quan Phổ (s. 1831)
- 1911 – Kōtoku Shūsui, nhân vật vô chính phủ Chủ nghĩa người Nhật Bản (s. 1871)
- 1920 – Amedeo Modigliani, họa sĩ và nhà điêu khắc người Ý (s. 1884)
- 1924 – Marie-Adélaïde, đại công tước của Luxembourg (s. 1894)
- 1939 – Thích Từ Phong, hòa thượng người Việt Nam, tức 5 tháng 12 năm Mậu Dần (s. 1864)
- 1965 – Winston Churchill, sĩ quan và chính trị gia người Anh, thủ tướng của Anh Quốc (s. 1874)
- 2007
  - Chung Tấn Cang, tướng lĩnh người Việt Nam (s. 1926)
  - La Sương Sương, ca sĩ, nhạc sĩ người Việt Nam-Mỹ (s. 1972)
- 2011 – Hoàng Ngọc Hiến, nhà phê bình văn học người Việt Nam (s. 1930)

## Những ngày lễ và kỷ niệm
- Ngày Quốc tế Giáo dục